# Бугри (залізнична станція, Новгородська область)
Бугри (рос. Бугры) — залізнична станція в Хвойнинському районі Новгородської області Російської Федерації.
Населення становить 139 осіб. Входить до складу муніципального утворення Звягинське сільське поселення.

## Історія
Від 2005 року входить до складу муніципального утворення Звягинське сільське поселення

## Населення
| 2009 | 2010 |
| ---- | ---- |
| 121  | ↗139 |